# Сен-Николя-де-Шан (церковь)
Церковь Сен-Николя-де-Шан (фр. Église Saint-Nicolas-des-Champs) — католическая церковь Святого Николая в стиле пламенеющей готики, расположенная на улице Сен-Мартен в 3-м округе Парижа. Признана историческим памятником с 10 февраля 1871 года.

## История
Согласно сохранившимся документам, ещё до 1119 года на этом месте существовала часовня, посвященная Николаю Чудотворцу. Строительство нынешнего здания церкви началось около 1420 года и было закончено в XVII веке.